# Gedenkteken voor Jacob Jordaens
Het gedenkteken voor Jacob Jordaens is een 19e-eeuws monument in de Nederlandse plaats Putte ter nagedachtenis aan de Antwerpse schilder Jacob Jordaens.

## Achtergrond
Jacob Jordaens (1593-1678) was een 17e-eeuws barokschilder in Antwerpen. Van huis uit katholiek, bekeerde hij zich tot het protestantisme. Omdat in de Zuidelijke Nederlanden in die tijd geen protestantse begraafplaatsen waren, werd hij begraven in de hervormde kerk van Putte, in de Republiek der Zeven Verenigde Nederlanden. Deze kerk werd in 1794 door Franse republikeinen verwoest. In 1829 werden de fragmenten van Jordaens' grafzerk teruggevonden. In 1845 werd de zerk van Jordaens samen met die van de schilder Adriaen van Stalbemt (1580-1662) en ene Guilliam de Pape (1600-1674) gerestaureerd onder leiding van Pierre Cuypers. Ze werden toen door een hekwerk omgeven.
C.E. Ebbinge Wubben, rijksontvanger in Putte, nam in 1875 het initiatief voor een nieuwe restauratie en pleitte daarbij voor de oprichting van een monument. Het jaar erop werd een commissie gevormd, met vertegenwoordiging vanuit België en Nederland. Leden naast Ebbinge Wubben -inmiddels burgemeester van de gemeente Vries in Drenthe- waren onder meer de Antwerpse burgemeester Léopold de Wael, schepen E. Allewaert, de schilder Jozef Israëls en oud-Eerste Kamerlid mr. De Jonge van Ellemeet. De opdracht werd door de commissie gegund aan de Belgische beeldhouwer Jef Lambeaux. Lambeaux maakte een monument in neobarokke stijl, met een buste van Jordaens en portretmedaillons van Van Stalbemt en De Pape, waarin ook hun grafzerken werden opgenomen. Het gedenkteken werd onthuld op 22 augustus 1877, ten tijde van de feesten die in Antwerpen werden gehouden ter gelegenheid van de 300e geboortedag van Rubens. Burgemeester De Wael, voorzitter van de commissie, ontving bij de onthulling de versierselen van grootofficier in de Orde van de Eikenkroon, de avond daarvoor had De Jong van Ellemaat de Leopoldsorde ontvangen. Het monument werd in de jaren 1950 gerestaureerd.

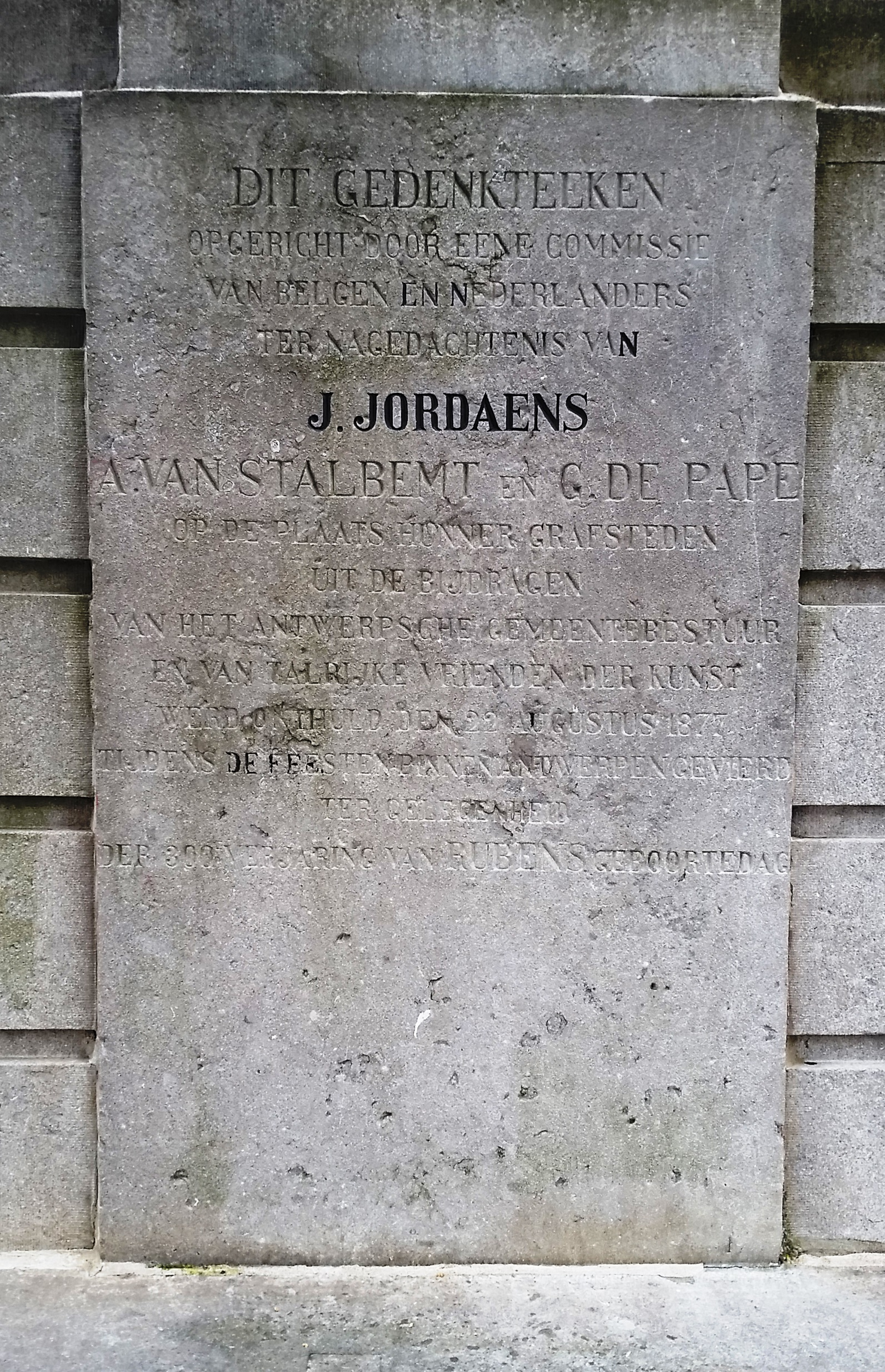
Gedenksteen achterzijde van het monument

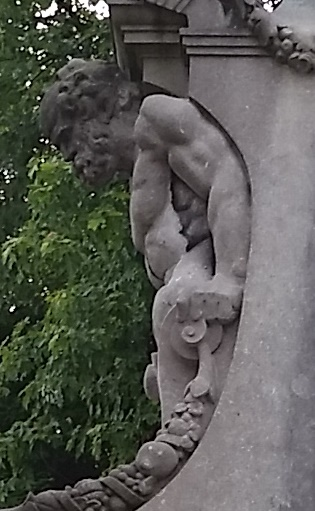
Atlant van het monument

## Beschrijving
Het met guirlandes versierde hardstenen monument heeft twee ingezwenkte vleugelstukken, waarin aan beide zijden atlanten zijn geplaatst. Het wordt bekroond door een bronzen buste van Jacob Jordaens. Aan de zijkanten zijn portretmedaillons van Van Stalbemt en De Pape geplaatst, aan de voorzijde schildersattributen als een palet, penselen en papier, omgeven door een lauwerkrans. In het vierkante voetstuk zijn de grafzerken van Jordaens, Van Stalbemt en De Pape verwerkt.
Aan de achterzijde is een gedenksteen geplaatst met de tekst: 

DIT GEDENKTEEKEN
OPGERICHT DOOR EENE COMMISSIE
VAN BELGEN EN NEDERLANDERS
TER NAGEDACHTENIS VAN
J. JORDAENS
A. VAN STALBEMT en G. DE PAPE
OP DE PLAATS HUNNER GRAFSTEDEN
UIT DE BIJDRAGEN
VAN HET ANTWERPSCHE GEMEENTEBESTUUR
EN VAN TALRIJKE VRIENDEN DER KUNST
WERD ONTHULD DEN 22 AUGUSTUS 1877
TIJDENS DE FEESTEN BINNEN ANTWERPEN GEVIERD
TER GELEGENHEID
DER 300E VERJAARDAG VAN RUBENS GEBOORTEDAG

## Waardering
Het gedenkteken werd in 1971 als rijksmonument in het Monumentenregister opgenomen.